# El banquete de bodas (película de 2025)
El banquete de bodas es una película de comedia romántica estadounidense dirigida por Andrew Ahn y coescrita por James Schamus. Es un remake de la película de 1993 del mismo nombre. Está protagonizada por Lily Gladstone, Kelly Marie Tran, Bowen Yang, Han Gi-chan, Joan Chen y Youn Yuh-jung.
The Wedding Banquet se estrenó para el Festival de Cine de Sundance de 2025, seguido de un estreno en cines en Estados Unidos el 18 de abril de 2025.

## Elenco
- Lily Gladstone como Lee
- Kelly Marie Tran como Angela
- Bowen Yang como Chris
- Han Gi-chan como Min
- Joan Chen
- Yoon Yuh Jung

## Producción
En abril de 2024, se informó que se estaba desarrollando una nueva versión de la película de 1993 del mismo nombre, con Andrew Ahn dirigiendo y coescribiendo el guion con James Schamus, quien coescribió la película original. Lily Gladstone, Kelly Marie Tran, Bowen Yang, Joan Chen y Youn Yuh-jung fueron elegidos para los papeles principales.

### Rodaje
La fotografía principal comenzó el 27 de mayo de 2024 en Vancouver, Canadá, y finalizó el 28 de junio.

## Estreno
El banquete de bodas fue estrenado para el Festival de Cine de Sundance de 2025, seguido de un estreno en cines en los Estados Unidos el 18 de abril de 2025.